# Nördliches Bauland
Als Nördliches Bauland wird ein Teil des Naturraums Bauland in Baden-Württemberg bezeichnet. Das Nördliche Bauland ist als naturräumliche Teileinheit Nr. 128.80 der Haupteinheitengruppe Neckar- und Tauber-Gäuplatten eine von drei Untergliederungseinheiten der namenlosen Einheit 128.8 in zweiter Nachkommastelle. Die anderen Untergliederungseinheiten der naturräumlichen Einheit 128.8 sind die Wolferstetten-Eiersheimer Höhe (Nr. 128.81) und der Naturraum Buch am Ahorn (Nr. 128.82).
Im nördlichen Bauland tritt der Hauptmuschelkalk gegenüber dem Wellenkalk an morphologischer Bedeutung stark zurück. Im Vergleich zur Odenwaldabdachung ist die Fließgewässerdichte gering. Neben mehreren Verkarstungserscheinungen treten eine Reihe von kleinen Trockentälchen auf. Verwitterungslehme auf Kalk prägen die Böden der Hochflächen, stellenweise mit Lösslehmbeimengungen, selten auch mit Lösslehmdecken. An Stellen, wo Lettenkeuper die Oberfläche bedeckt, neigen die Böden zur Staunässe (meist in Bereichen der Grünlandnutzung).

## Naturräumliche Gliederung
Das Nördliche Bauland ist folgender Teil des Naturraums Bauland der Haupteinheitengruppe Neckar- und Tauber-Gäuplatten:
- (zu 12 Neckar- und Tauber-Gäuplatten)
  - 128 Bauland
    - 128.1 Neckarelzer Tal
    - 128.2 Brunnenwald
    - 128.3 Schefflenzgäu
    - 128.4 Waidach
    - 128.5 Mittleres Bauland
      - 128.50 Seckach-Kirnau-Platten
      - 128.51 Kessachplatten
      - 128.52 Stöckig

    - 128.6 Östliches Bauland
    - 128.7 Buchener Platte
    - 128.8 Naturräumliche Einheit 128.8 (ohne Namen)
      - 128.80 Nördliches Bauland
      - 128.81 Wolferstetten-Eiersheimer Höhe
      - 128.82 Buch am Ahorn